# ایستگاه رنفرو
ایستگاه رنفرو (انگلیسی: Renfrew station) یک ایستگاه مرتفع در خط میلنیوم سیستم ترانزیت سریع مترو ونکوور اسکای‌ترین (ونکوور) است. این ایستگاه در خیابان دوازدهم شرقی در خیابان رنفرو، شمال بزرگراه گراند ویو در ونکوور، بریتیش کلمبیا، کانادا واقع شده‌است.